# Superman Returns
Superman Returns es una película de superhéroes estadounidense de 2006, dirigida y coproducida por Bryan Singer, con guion de Michael Dougherty y Dan Harris. Es la sexta y última entrega de la serie original de películas de Superman y actúa como una secuela homenaje a Superman: The Movie (1978) y Superman II (1980), ignorando los eventos de Superman III (1984), Superman IV: The Quest for Peace (1988) y Supergirl (1985). La película está protagonizada por Brandon Routh como Clark Kent / Superman, Kate Bosworth como Lois Lane, Kevin Spacey como Lex Luthor, junto a James Marsden, Frank Langella y Parker Posey. La historia sigue el regreso  de Superman a la Tierra tras una ausencia de cinco años, descubriendo que Lois Lane ha seguido adelante con su vida y que su enemigo, Lex Luthor, ha ideado un plan que amenaza tanto a él como a Metrópolis.
Tras varios intentos fallidos por revivir a Superman en el cine después del fracaso crítico y comercial de Superman IV, Warner Bros contrató a Bryan Singer en julio de 2005 para dirigir y desarrollar Superman Returns. El rodaje principal se llevó a cabo en Fox Studios Australia, en Sídney, mientras que múltiples estudios como Sony Pictures Imageworks, Rhythm & Hues, Framestore, Rising Sun Pictures y The Orphanage; trabajaron en los efectos visuales. La filmación concluyó en noviembre de 2006.
Tras su estreno, Superman Returns recibió críticas mayormente positivas, con elogios a sus efectos visuales, historia, banda sonora, la dirección de Singer y las actuaciones de Brandon Routh y Kevin Spacey. Sin embargo, la película fue criticada por su extensa duración y la falta de secuencias de acción. Inicialmente se había planeado una secuela para estrenarse en 2010, pero el proyecto fue cancelado debido a su desempeño en taquilla que Warner Bros consideró decepcionante, esto a pesar de que recaudó más de 391,1 millones de dólares con un presupuesto aproximado de 223 millones de dólares. Superman Returns fue la novena película más taquillera de 2006. Después de su cancelación, Brandon Routh retomaría su papel en el crossover del Arrowverse; Crisis en Tierras Infinitas (2019).

## Argumento
Luego de que astrónomos descubrieran restos del desaparecido planeta Krypton en el espacio, Superman desaparece del ojo público así como su alter ego Clark Kent aduciendo ir a un viaje espiritual.
La película comienza con Lex Luthor fuera de la prisión y apoderándose de la fortuna de Gertrude Valdenworth, anciana viuda y millonaria, en su lecho de muerte luego de haberse casado con ella tiempo atrás. En esta escena, Gertrude muere diciéndole a Lex que lo ama y que le deja todas sus posesiones, sin escuchar los ruegos de sus verdaderos parientes.
Mientras tanto, en la granja de los Kent, Martha Kent, minutos después de recibir la visita de un amigo, es testigo de la llegada de una gigantesca nave cristalina, a bordo de la cual se encuentra un muy debilitado Superman tras haber buscado sin éxito algún otro sobreviviente o alguna otra conexión con sus orígenes.
En el Océano Atlántico, a bordo del lujoso yate "The Gertrude", Luthor comenta con Kitty Kowalsky, su compañera, mediante la leyenda de Prometeo, como él piensa robar el poder de los "dioses", lo que hace tras desembarcar en el Polo Norte, infiltrándose y sustrayendo los cristales de la Fortaleza de la Soledad no sin antes preguntarle a la inteligencia artificial de Jor-El todo sobre los cristales. En ese momento, Clark despierta en la granja recordando luego sus primeros años cuando descubría sus poderes y, luego al ver las noticias, se da cuenta de que el mundo está sumido en el caos y la violencia, y su madre le anima a volver a Metrópolis y rehacer su vida.

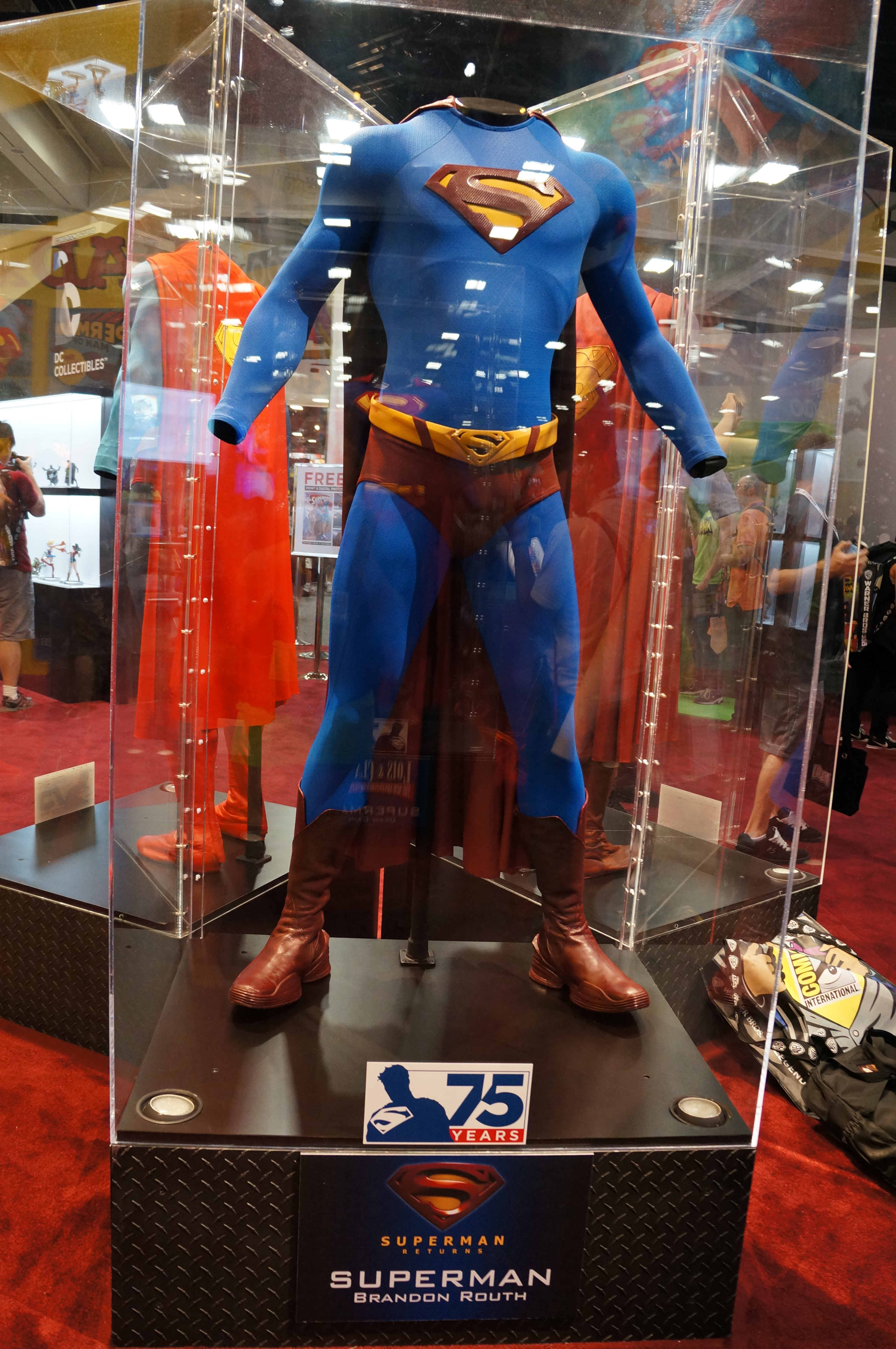
El traje de Superman usado en la película, expuesto en la Comic-Con de 2013.

Al regresar a Metrópolis, Clark Kent se reintegra al equipo del Daily Planet, en su anterior puesto como reportero, no por sus capacidades, sino debido a la muerte de un miembro del equipo. Clark es recibido por Jimmy Olsen, quien está muy contento por su regreso al diario. Ahí ve que Lois ha seguido adelante con su vida, saliendo con Richard, el sobrino del editor del Daily Planet, Perry White, y tiene un pequeño hijo, llamado Jason. Clark al mismo tiempo nota que Lois ganará el Pulitzer debido a su artículo titulado "¿Por qué el mundo no necesita a Superman?". Al mismo tiempo, tras cinco años de ausencia, Clark descubre a través de su amigo y colega Jimmy Olsen que su gran amor, Lois Lane, siguió adelante con su vida, formando una familia y siguiendo con su trabajo en el Daily Planet; que Lex Luthor, su eterno rival, salió de la cárcel; y que la humanidad aprendió a vivir sin él.
Luthor y sus secuaces regresan a la mansión, donde comienzan a experimentar con los cristales, causando un pulso electromagnético que produce un gran apagón en toda la región de Metrópolis, incluyendo el avión que lleva al transbordador espacial "Génesis", en el que causa un mal funcionamiento justo en el momento en que las turbinas de la nave hacen ignición, llevándose consigo al avión en donde va como reportera invitada Lois cubriendo la historia. La noticia es transmitida en directo por la televisión, lo que motiva a Clark a salir al rescate convertido nuevamente en Superman. Tras liberar al transbordador, Superman impide que el avión se estrelle contra un estadio de baseball, donde miles de personas son testigos de su regreso y lo ovacionan con regocijo.
La noticia recorre el mundo, incluido el refugio de Lex Luthor, quien decide hacer un plan de contingencia. Perry White le pide a Lois retomar su contacto con Superman pero Lois insiste en investigar el apagón. Al mismo tiempo, Clark conoce a Jason y a Richard. Luego Clark alcanza a Lois para hablar con ella pero Lois de manera indirecta refiriéndose a Superman, expresa su indignación a que él no se despidiera de ella, a lo que Clark responde que no es fácil decir "adiós", y la ayuda a tomar un taxi. Esa misma noche Superman acude a la casa de Lois, y Superman ve que Lois al parecer tiene su vida hecha y, en una conversación con Richard, ella le dice ya no lo ama. Frustrado por lo que escuchó, Superman vuela hacia afuera de la Tierra donde concentrado escucha todos los sonidos.

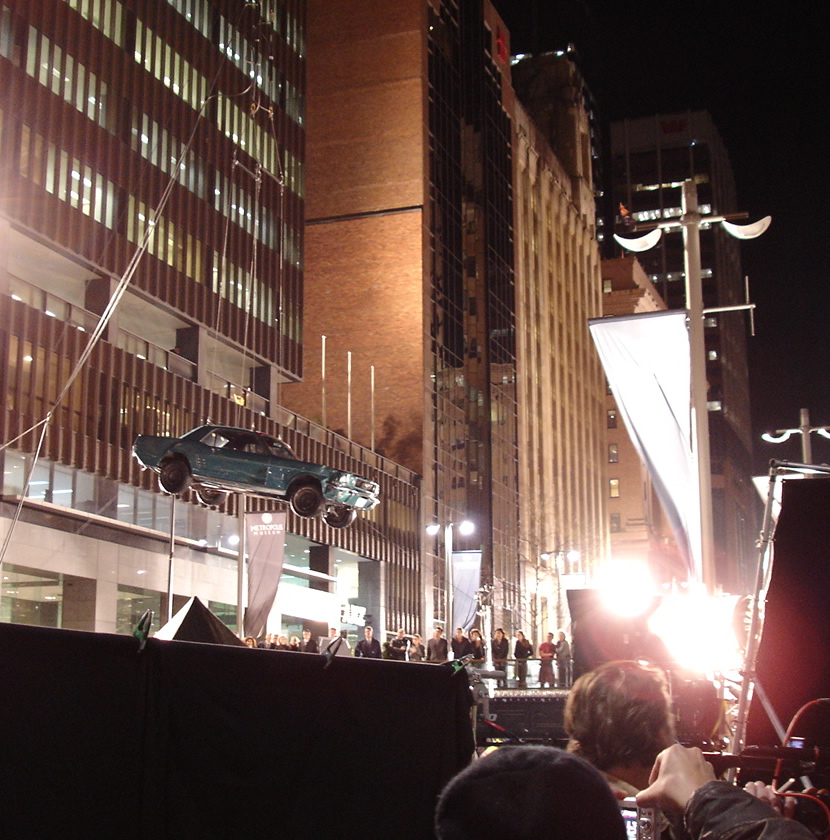
Foto aficionada del Mustang flotando en el aire levantado por Superman durante el rodaje de la película, escena que homenajea a Action Comics n.º 1, número debut del personaje.

Entre todos los sonidos, Superman escucha el sonido de una alarma vuela rápidamente al lugar donde se lleva a cabo un asalto bancario con artillería pesada frustrándolo de inmediato, posteriormente Superman salva a Kitty, la compañera de Lex, de un coche sin frenos, sin saber que es un plan de Luthor para robar un meteorito de kryptonita del Museo de Historia Natural de Metrópolis. El plan era que Kitty mantuviera el tiempo que pudiera lejos a Superman, suponiéndose que Kitty iba a fingir que el coche no tenía frenos, pero cuando intenta evadir un choque, descubre que para que Superman no sospechara, Luthor realmente le cortó los frenos al coche por lo tanto, Kitty es salvada realmente por Superman. Al día siguiente, White insiste a Lois obtener una nueva entrevista con Superman pero Lois insiste en investigar el apagón además del robo en el Museo de Historia Natural. Cuando Jimmy saca a colación a Lex Luthor y de que este estaba en libertad, Clark le pregunta por qué estaba libre, a lo que Jimmy contesta que la Corte había llamado a Superman a declarar contra Luthor pero al no presentarse, Luthor apeló y quedó en libertad. La asignación de la entrevista a Superman molesta a Lois pensando que de una manera u otra Perry quiere que Superman regrese a su vida, y al momento llega Richard quien decide ayudar tanto a Clark como a Lois en sus historias esa misma noche.
Kitty le reclama a Luthor haberle cortado los frenos a su coche a lo que Luthor responde que era necesario. Mientras Lois y Richard retoman las características de Superman, Richard sospecha por un momento que Clark es Superman debido a su alta estatura y peso (sospecha que ya tenía Jason horas antes), pero luego desestima tal posibilidad y luego le trae de cenar a Lois y a Clark acompañado de Jason y Jimmy. Lois sube a la azotea del edificio y Superman aparece abierto a ser entrevistado y sabiendo que está enojada con él por haberse ido sin decirle, Lois afirma como tonta la afirmación de Clark que no es fácil despedirse pero Superman dándole la razón a su alter ego lleva a volar a Lois por un corto tiempo disculpándose por haberla dejado además de dejarle ver que el mundo necesitará siempre a un salvador, contrario a su historia ganadora del Pulitzer y escrita en medio de su ira, luego le da un corto paseo. Tras entrevistarse con Lois, y darse cuenta de que las cosas no serán igual, la reportera publica la historia, mientras Superman va en busca de consejo a su Fortaleza y se da cuenta de que los cristales han sido robados. No le da al tema la importancia debida y regresa a Metrópolis para seguir tras Lois Lane quien al día siguiente tras mostrarle su entrevista con Superman la noche anterior a White se retracta de su artículo ganador del Pulitzer, pero White le responde que lo debe recibir ya que nadie le dará importancia después a ese artículo.
De regreso en Metrópolis, Lois investiga el primer pulso y sus pistas la llevan a la mansión de Luthor, siendo que este trabajo le había sido encomendado a Clark. Junto a Jason, aborda el yate del villano, donde es hecha prisionera al descubrir las pelucas de Luthor e intentando huir cuando el yate parte a alta mar, y Lex le revela sus planes que quiere llevar a cabo; su plan consiste en usar un cristal para crear su propio continente, haciendo surgir nuevas masas de tierra del fondo del mar esperando hacer fortuna con ellas a modo de bienes raíces; incluso se puede apreciar la división política dentro del mapa que se exhibe, todo esto sin importarle que cause un desastre global y mueran millones de personas. Lex saca un cilindro hecho con la kryptonita robada y al exhibirlo Jason comienza a afectarlo y Luthor indaga a Lois sobre el padre del niño a lo que Lois responde afirmando que es Richard, quien junto con Clark, extrañado junto con Perry de la desaparición de Lois y Jason van a investigar su paradero.
Luthor deja a uno de sus secuaces vigilando a Lois y a su hijo cuando se acerca a las coordenadas según su plan. Cuando ella trata de enviar un fax para pedir ayuda, éste la descubre y la ataca, pero muere cuando Jason le lanza un piano para ayudar a su madre, revelando que, efectivamente, es hijo de Superman. 
Luthor lanza un misil que combina uno de los cristales con la Kryptonita para lograr su cometido. El fax llega al diario y Richard y Superman salen al rescate. Luthor y sus secuaces huyen en un helicóptero, dejando a Lois y Jason en el yate, a merced de la tierra que saldrá a flote. Richard llega a ayudarlos, pero quedan atrapados en el barco y este último se parte en dos y cae al agua.
La tierra que emerge causa un terremoto que afecta a Metrópolis y cuyos efectos son mitigados por Superman. Tras rescatar a Lois, Richard y Jason, Superman les ayuda a irse en un hidroavión de vuelta a Metrópolis y él vuela hacia la enorme masa de tierra que ha salido del océano. Al llegar, Superman confronta a Luthor, pero al ser una isla compuesta de kryptonita, el Hombre de Acero queda debilitado, cosa que aprovecha Luthor regodearse viendo como sus criminales comienzan a golpearlo hasta que Luthor le apuñala con un trozo de Kryptonita en el costado. Un herido Clark, débil por los golpes y la kryptonita cae al mar derrotado.
Lois y Richard regresan y rescatan a Superman. Lois le extrae con unas tijeras el pedazo de kryptonita que tenía incrustado, aunque no le quita toda la pieza. Al recuperarse un poco, Superman vuela sobre las nubes para recargar su poder con el Sol y va hacia los cimientos de la isla para levantarla antes de que siga creciendo. Al elevarla, una gigantesca roca cae sobre los secuaces de Luthor, mientras que éste huye en un helicóptero junto a Kitty, quien perturbada por las acciones de Lex y arrepentida por ayudarle decide tirar los cristales en la masa de tierra para evitar que muera gente inocente. Debilitándose por la kryptonita, Superman lleva la isla de kryptonita fuera de la órbita terrestre pero, debilitado y herido, pierde la conciencia y cae en un parque de la ciudad, siendo llevado al hospital, en donde intentan reanimarlo, aparentemente sin éxito, pero logrando extraerle la kryptonita que aún quedaba en su abdomen.
Luthor y Kitty se quedan sin combustible y atrapados en un islote en medio del océano. Lois, acompañada de Richard y Jason, visita a Superman en el hospital, quien logró sobrevivir y le revela que Jason es su hijo. Al recuperarse, el Hombre de Acero va a la casa de Lois a verla a ella y a su hijo, hablándole al niño mientras está durmiendo diciéndole la profecía kryptoniana dicha por su padre Jor-El años atrás: "El hijo se convertirá en el padre y el padre en el hijo". Lois, quien escribe un artículo titulado "¿Por qué el mundo necesita a Superman?", sale a tomar aire y escucha a Jason despedirse, entonces ella ve a Superman y él se despide de ambos diciéndole a Lois "siempre estaré cerca", luego se va volando por la ciudad hacia la estratosfera.

## Reparto y doblaje
- Brandon Routh - Clark Kent / Superman: El superhéroe kryptoniano cuyo alter ego es un granjero de modales apacibles convertido en periodista.
- Kate Bosworth - Lois Lane: Una reportera que trabaja con Clark Kent en el "Daily Planet" y ex amante de Superman.
- James Marsden - Richard White: El sobrino del editor jefe del Daily Planet, Perry White, y prometido de Lois Lane. Marsden dijo que Richard actúa como un desafío emocional para Superman, ya que el héroe regresa y descubre que "Lois Lane elige a alguien que es muy Supermanesco".
- Frank Langella - Perry White: Editor en jefe del Daily Planet.
- Eva Marie Saint - Martha Kent: Madre adoptiva de Clark Kent.
- Parker Posey - Katherine 'Kitty' Kowalski: La secuaz de Lex Luthor. Trabajó como enfermera de la prisión y le hacía exámenes a Lex.[4] El personaje está inspirado en el de Eve Tessmacher de Superman: The Movie, interpretada por Valerie Perrine.[5]
- Kal Penn - Stanford: Uno de los secuaces de Lex Luthor.
- Sam Huntington - Jimmy Olsen: Joven fotógrafo del Daily Planet y amigo de Clark.
- Kevin Spacey - Lex Luthor: Un criminal y científico sociópata armado con vastos recursos y un amplio conocimiento de la ciencia, es el némesis de Superman. La interpretación de Luthor de Spacey conserva algunos atributos exagerados y un interés similar por los bienes raíces de la versión anterior de Gene Hackman, pero también es más seria y más amenazante que la interpretación de Hackman. Spacey dijo que el director Singer le dijo que interpretara al personaje como "más oscuro y más amargado" en comparación con Hackman y que no usara la interpretación anterior como inspiración.[6]
- Tristan Lake Leabu - Jason White: El hijo biológico de Lois Lane y Superman. La cuestión de si Superman o Richard es el padre de Jason no está clara inicialmente. Sufre de asma y otras dolencias, pero más tarde se revela que es el hijo de Superman, cuando muestra una fuerza sobrehumana y se siente incómodo con la kryptonita.

Marlon Brando aparece póstumamente como Jor-El, el padre biológico de Superman. Brando, quieb murió en 2004, repite su papel de la película de 1978 mediante el uso de imágenes anteriores combinadas con CGI. Esto requirió negociaciones con los herederos de Brando para obtener permiso para que se usaran sus imágenes, al tiempo que sus imágenes se usaron para Superman II: The Richard Donner Cut. Singer explicó: "Tuvimos acceso a todas las imágenes de Brando que se filmaron. Había imágenes sin usar en las que Brando recitaba poemas, se desviaba del tema y maldecía como un marinero".
Peta Wilson aparece como Bobbie-Faye, portavoz de la NASA. Jack Larson, quien interpretó a Jimmy Olsen en la serie de televisión de los años 50 Aventuras de Superman , hace un cameo como Bo, el cantinero. Noel Neill—quien interpretó a Lois Lane en la serie y los películas seriales Superman (1948) y Atom Man vs. Superman (1950) y a Ella Lane en la versión extendida de Superman: The Movie (1978)—aparece como Gertrude Vandervort, la anciana esposa de Luthor. Richard Branson hace un cameo como ingeniero a bordo del transbordador espacial. Otro de los secuaces de Luthor (Riley) es interpretado por el futbolista de la Liga Australiana de Rugby Ian Roberts.
| Actor              | Personaje                            | Doblaje España       | Doblaje México      |
| ------------------ | ------------------------------------ | -------------------- | ------------------- |
| Brandon Routh      | Clark Kent / Superman                | Guillermo Romero     | Mario Arvizu        |
| Kate Bosworth      | Lois Lane                            | Olga Velasco         | Erica Edwards       |
| Kevin Spacey       | Alexander Joseph Luthor / Lex Luthor | Antonio García Moral | Salvador Delgado    |
| Parker Posey       | Kitty Kowalski                       |                      |                     |
| Marlon Brando      | Jor-El (Video Archivo)               | Héctor Cantolla      | José Lavat          |
| Eva Marie Saint    | Martha Kent                          | Marta Padován        | Liza Willert        |
| James Marsden      | Richard White                        | Eduard Itchart       | Ricardo Tejedo      |
| Sam Huntington     | Jimmy Olsen                          | Jonatán López        | José Antonio Macías |
| Tristan Lake Leabu | Jason White                          | ¿?                   | Alejandro Orozco    |
| Frank Langella     | Perry White editor del Planet        | Miguel Ángel Jenner  | Rogelio Guerra      |
| Kal Penn           | Stanford                             |                      |                     |
| James Karen        | Ben Hubbard                          |                      |                     |
| Stephan Bender     | Joven Clark Kent                     |                      |                     |
| Jack Larson        | Bo the Bartender                     |                      |                     |
| Noel Neill         | Gertrude Vanderworth                 |                      |                     |
| Peta Wilson        | Bobbie-Faye                          |                      |                     |
| Mike Massa         | Piloto 777                           |                      |                     |

## Producción
Tras una serie de intentos fallidos por resucitar la franquicia, el director, guionista y productor Bryan Singer concibió la historia de "Superman regresando a la Tierra después de cinco años de ausencia" durante el rodaje de X2  en 2003. Presentó la idea a la productora de X-Men (2000) y X2, Lauren Shuler Donner, y a su marido Richard Donner, director de Superman: The Movie (1978). Donner recibió la idea de Singer con comentarios positivos.

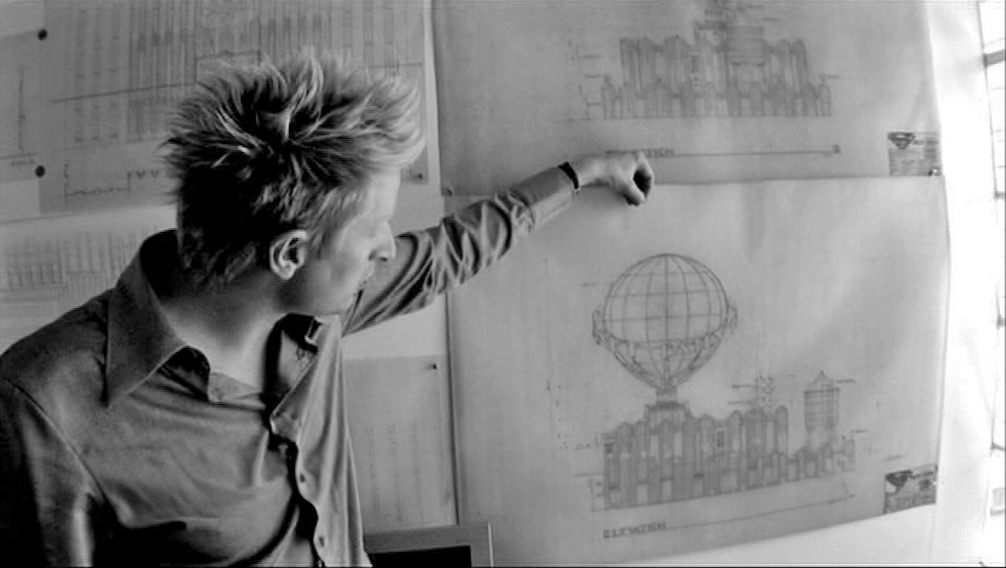
El diseñador de producción Guy Hendrix Dyas en el departamento de arte de Warner Bros. Studio durante la preproducción de Superman Returns, Burbank, California

En marzo de 2004, Warner Bros. Pictures estaba comenzando la preproducción de Superman: The Man Of Steel llamada en código Flyby, cuyo estreno en cines estaba previsto para junio de 2006. McG fue contratado para dirigir con un guion de J. J. Abrams, pero abandonó el proyecto en junio de 2004. Ese mismo mes, Warner Bros. se puso en contacto con Singer para que presentara su idea de Superman Returns, ya que se estaba preparando para partir a Hawái de vacaciones con sus guionistas de X2, Michael Dougherty y Dan Harris. Mientras estaban en Hawái, Singer, Dougherty y Harris comenzaron a esbozar el tratamiento cinematográfico. En julio de 2004, Singer firmó para dirigir y desarrollar Superman Returns.
Aunque no era un fanático de los cómics, a Singer le impresionó mucho la película de Donner de 1978, y la citó como una influencia de sus escritos, los de Dougherty y los de Harris. Con la contratación de Singer, este se vio obligado a abandonar X-Men: The Last Stand (2006) y también tuvo que retrasar el remake de Logan's Run. Superman Returns fue financiada al 50/50 entre Warner Bros. y Legendary Pictures, y la preproducción comenzó en noviembre de 2004. En febrero de 2005, Dougherty y Harris habían escrito seis borradores del guion. Las primeras versiones del guion contenían referencias a los ataques del 11 de septiembre antes de que fueran eliminadas.

### Casting
Jim Caviezel expresó interés en interpretar el papel de Superman, pero Singer creía que sólo un actor desconocido sería adecuado para el papel de Superman. Brandon Routh fue elegido entre miles de candidatos entrevistados en castings en Estados Unidos, Reino Unido, Canadá y Australia. Coincidencialmente, Routh había hecho una audición para el papel de Clark Kent en la serie de televisión Smallville, pero perdió el papel ante Tom Welling. Routh también había conocido al director Joseph "McG" Nichol para el papel durante la preproducción de Superman: Flyby. Dana Reeve, viuda de Christopher Reeve, creía que el parecido físico de Routh con su difunto marido era sorprendente. Para obtener el físico musculoso necesario para interpretar a Superman de manera convincente, Routh se sometió a un estricto régimen de ejercicios de culturismo. Antes de la elección de Routh, Singer hizo una audición con Daniel Cudmore, actor de X-Men 2. Henry Cavill, Sam Heughan y Chris Pratt también audicionaron; Cavill posteriormenre interpretaría a Superman en varias películas del Universo extendido de DC.
Kevin Spacey fue el único actor considerado para interpretar a Lex Luthor, debido a su actuación ganadora del Óscar en la película de Singer Sospechosos habituales de 1995 y a su amistad con el director. Los guionistas tenían a Spacey en mente específicamente para el papel cuando escribieron el guion.
Para el papel de Lois Lane, Spacey recomendó a Kate Bosworth a Singer para el papel, ya que ella había coprotagonizado con Spacey la película Beyond the Sea de 2004 como Sandra Dee. Claire Danes y Keri Russell también fueron consideradas. Amy Adams, quien luego sería elegida como Lois Lane en el reinicio de 2013 El hombre de acero, confirmó en una entrevista que también había hecho una audición para Lois en 2005. Adams había hecho una audición previamente para Lois en 2003 cuando Brett Ratner planeaba dirigir Superman: Flyby. Bosworth estudió la actuación de Katharine Hepburn en busca de inspiración, particularmente en las películasThe Philadelphia Story de 1940 y Guess Who's Coming to Dinner de 1967, así como Julia Roberts en la película Erin Brockovich (2000).
Hugh Laurie originalmente fue elegido para interpretar a Perry White, pero no pudo filmar debido a compromisos con el programa de televisión. House; el papel se le otorgó a Frank Langella.
Parker Posey fue la única actriz considerada para el papel de Kitty Kowalski.
Singer le ofreció el papel de Jimmy Olsen a Shawn Ashmore, pero lo rechazó debido a sus compromisos con X-Men: The Last Stand; Sam Huntington obtuvo el papel en su lugar.

### Rodaje
Warner Bros. Pictures consideró rodar Superman Returns en los estudios Warner Roadshow en Gold Coast, Queensland, Australia. Después del rodaje, se podría haber utilizado como atracción para el parque temático Warner Bros. Movie World, pero la idea se descartó por ser demasiado cara. La construcción de los decorados de la película, que consta de 60 escenas, comenzó en enero de 2005 en Fox Studios Australia, aunque la fecha de inicio se retrasó dos semanas. En un intento de evitar la filtración del público, Superman Returns llevó el título provisional falso de Red Sun durante el rodaje. A partir de finales de marzo de 2005, la fotografía principal duró hasta noviembre. A partir de fines de marzo de 2005, la fotografía principal duró hasta noviembre.4 El rodaje de Superman Returns en Nueva Gales del Sur implicó la contratación de miles de trabajadores locales, generando más de 100 millones de dólares en la economía local. El 80% del rodaje se llevó a cabo en Fox Studios Australia, ocupando los nueve escenarios de sonido. Las escenas ambientadas en Smallville se filmaron en Breeza, mientras que el Museo Australiano hizo las veces del Museo de Historia Natural de Metropolis.

### Diseño y efectos visuales
Superman Returns fue filmada con la cámara digital Genesis de Panavision. El diseñador de producción Guy Hendrix Dyas se inspiró en la sede de Johnson Wax de Frank Lloyd Wright para el diseño del Daily Planet. ESC Entertainment originalmente iba a diseñar las secuencias de efectos visuales, pero Warner Bros. los reemplazó con la contratación de Mark Stetson de Sony Pictures Imageworks como supervisor de efectos visuales. En total se crearon 1.400 tomas de efectos visuales. El guion requería una escena en la que Superman entregaba de forma segura un Boeing 777 en un estadio de béisbol, en la que se utilizaron imágenes generadas por ordenador, ya que habría sido imposible reunir la cantidad de extras para las tomas. Un equipo de segunda unidad encabezado por Dan Bradley y Brian Smrz viajó al Dodger Stadium para fotografiar elementos que se combinaron para formar las imágenes finales. Las escenas de Metropolis eran en realidad una versión modificada del horizonte de Manhattan. Utilizando imágenes de la película original de Superman (1978) como punto de referencia, Marlon Brando fue recreado por Rhythm & Hues mediante CGI. Los créditos iniciales de Superman Returns se presentan en una recreación intencionada del estilo utilizado para Superman, nuevamente con el acompañamiento de la banda sonora de John Williams.

### Música
Singer contrató a su colaborador habitual John Ottman como editor y compositor de la banda sonora de la película meses antes de que se escribiera el guion. Ottman dijo en entrevistas anteriores que John Williams, quien compuso la película de 1978, había influido en su decisión de convertirse en músico. Ottman se mostró cauto y entusiasta a la vez a la hora de trabajar en Superman Returns; "Bryan [Singer] dijo que ni siquiera daría luz verde a la película si no podía utilizar la música de John Williams. Para mí era importante preservar el tema de Williams hasta en cada una de las notas de los títulos de apertura", comentó. Ottman se refirió a su trabajo en Superman Returns como un homenaje a Williams y no como una imitación de él.

### Presupuesto
El presupuesto original era de 184,5 millones de dólares, pero Warner Bros. estimó el coste final de producción en 223 millones, cifra que se redujo a 204 millones tras descontar los incentivos y devoluciones fiscales. Si se tienen en cuenta los costes de desarrollo desde principios de los años 90, se calcula que el gasto total ronda los 263 millones de dólares, a los que se añadirían otros 100 millones de dólares destinados a la comercialización mundial.

## Marketing
[[Archivo:|thumb||]]
Warner Bros. promocionó Superman Returns en la San Diego Comic-Con de 2005. Singer y los guionistas Michael Dougherty y Dan Harris propusieron la idea de publicar una serie limitada precuela que abarcara cuatro números de cómics. Las historias fueron escritas por Jimmy Palmiotti, Marc Andreyko y Justin Gray, con ilustraciones de Karl Kerschl y Matt Haley. Durante la producción, se publicó una serie de "diarios en vídeo" en Internet en BlueTights.net, que mostraban el trabajo que se estaba realizando detrás de escena. Después de 27 entregas, los diarios en vídeo se detuvieron por un tiempo, poco antes de que se estrenara el avance el 18 de noviembre de 2005, con Harry Potter y el cáliz de fuego. El tráiler principal se estrenó en línea el 2 de mayo de 2006. Ese tráiler apareció en los cines el 5 de mayo, con copias de Misión: Imposible III, mientras que el tráiler internacional llegó con El Código Da Vinci y X-Men: The Last Stand. DC Comics publicó una adaptación de cómic del artista Matt Haley y el escritor Martin Pasko, Marv Wolfman escribió una novelización, y Electronic Arts desarrolló un videojuego basado tanto en la película como en los cómics.
El costo estimado de marketing de Superman Returns en Estados Unidos fue de 45,5 millones de dólares, el segundo más alto del año, detrás de la campaña de Disney para Cars, de 53,5 millones de dólares. Warner Bros. hizo acuerdos de vinculación con General Mills, Burger King, Cheetos, Duracell, Pepsi, Doritos, Papa John's Pizza, 7-Eleven and Colgate. La película también se promocionó con los coches de Fórmula 1 de Red Bull Racing en el Gran Premio de Mónaco de 2006. David Coulthard consiguió que el equipo quedara por primera vez entre los tres primeros ese día; en el podio, lució una capa de Superman para celebrar su logro. Jeff Gordon, campeón de la Copa Sprint de NASCAR, también lució el aspecto del "Hombre de acero" al promocionar la película en su Chevrolet Monte Carlo #24 en la Pepsi 400 de 2006 en el Daytona International Speedway. Troy Bayliss apareció con un traje de cuero promocional de "Superman" y lució una capa en el podio después de una victoria y un segundo puesto en la ronda del Campeonato Mundial de Superbikes Brands Hatch de 2006 en su camino a ganar el campeonato de ese año.

El National Geographic Channel lanzó La ciencia de Superman (The Science of Superman) el 29 de junio de 2006: un especial de televisión que estudiaba las analogías de la ciencia popular con el mito de Superman. En la Comic-Con International de 2006, Singer admitió que no estaba satisfecho con el marketing y la promoción. "Mucha gente hizo su trabajo y mucha otra no".

## Recepción

### Taquilla

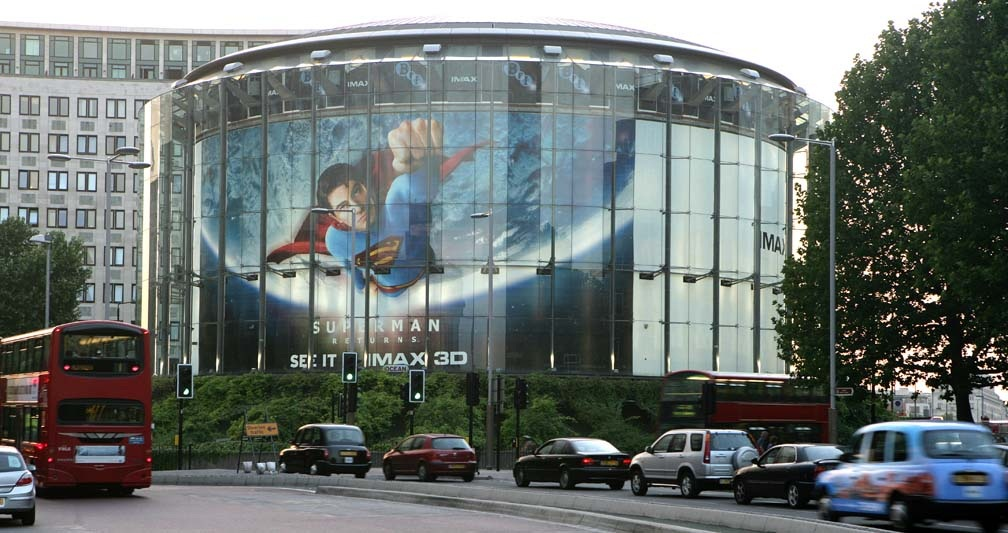
Estreno de Superman Returns en Londres.

Bryan Singer convenció a Warner Bros. de no experimentar con proyecciones de prueba. Además, Singer eliminó 15 minutos de metraje de Superman Returns después de mostrárselo a algunos de sus "colaboradores de confianza". La duración final en salas fue de 154 minutos. Warner Bros. originalmente había previsto que la película se estrenara el viernes 30 de junio, pero se adelantó al miércoles 28 de junio. Superman Returns se estrenó el 28 de junio de 2006 en Estados Unidos y Canadá en 4.065 salas de cine. Durante su día de estreno, recaudó 21 millones de dólares, convirtiéndose en la octava mayor recaudación en un día de estreno en miércoles y la segunda mayor recaudación para una película de superhéroes, detrás de Spider-Man 2. La película ocupó el primer puesto en su primer fin de semana, recaudando 52,5 millones de dólares. With a total gross of $84.6 million, Superman Returns destronó a The Matrix Revolutions al tener la mayor inauguración de cinco días en miércoles para una película de Warner Bros..
Superman Returns: Una experiencia IMAX en 3D se estrenó simultáneamente en 111 salas de cine de todo el mundo con formato IMAX, que incluía 20 minutos de material de película 3D convertido. Fue la primera película de acción real de larga duración de Hollywood que se estrenó en este formato combinado. Una de las escenas clave que Singer eliminó fue "la secuencia del regreso a Kriptón". Se gastaron diez millones de dólares solo en esta secuencia, pero fue eliminada. Singer señaló que no se pudo lanzar como parte de un cortometraje en DVD porque se convirtió a IMAX 3D. Esperaba que hubiera podido aparecer en una reedición en IMAX. La recaudación de la segunda semana de la película disminuyó rápidamente en un 58% con respecto a la primera semana, debido al estreno de Pirates of the Caribbean: Dead Man's Chest y The Devil Wears Prada. En octubre, la película había cruzado la marca de los 200 millones de dólares, convirtiéndose en la quinta película de la temporada de verano de 2006 en lograrlo. Superman Returns recaudó 200,1 millones de dólares en América del Norte y 191 millones de dólares a nivel internacional, ganando 391,1 millones de dólares en todo el mundo. A nivel nacional, la película fue la sexta película más taquillera de 2006, anivel internacional, Superman Returns fue la novena.
| País                                                                          | Fecha de estreno              |
| ----------------------------------------------------------------------------- | ----------------------------- |
| Alemania                                                                      | Jueves 17 de agosto de 2006   |
| Argentina                                                                     | Jueves 13 de julio de 2006    |
| Australia                                                                     | Jueves 29 de junio de 2006    |
| Austria                                                                       | Viernes 18 de agosto de 2006  |
| Bélgica                                                                       | Miércoles 12 de julio de 2006 |
| Belice · Costa Rica · El Salvador · Guatemala · Honduras · Nicaragua · Panamá | Viernes 14 de julio de 2006   |
| Bolivia                                                                       | Jueves 27 de julio de 2006    |
| Brasil                                                                        | Viernes 14 de julio de 2006   |
| Bulgaria                                                                      | Viernes 21 de julio de 2006   |
| Chile                                                                         | Jueves 13 de julio de 2006    |
| China                                                                         | Martes 11 de julio de 2006    |
| Colombia                                                                      | Viernes 14 de julio de 2006   |
| Corea del Sur                                                                 | Miércoles 28 de junio de 2006 |
| Croacia                                                                       | Jueves 3 de agosto de 2006    |
| Dinamarca                                                                     | Viernes 4 de agosto de 2006   |
| Ecuador                                                                       | Viernes 21 de julio de 2006   |
| Egipto                                                                        | Miércoles 5 de julio de 2006  |
| EAU                                                                           | Miércoles 26 de julio de 2006 |
| Eslovaquia                                                                    | Jueves 10 de agosto de 2006   |
| Eslovenia                                                                     | Jueves 13 de julio de 2006    |
| España                                                                        | Miércoles 12 de julio de 2006 |
| Estados Unidos · Canadá                                                       | Miércoles 28 de junio de 2006 |
| Estonia                                                                       | Viernes 28 de julio de 2006   |
| Filipinas                                                                     | Miércoles 28 de junio de 2006 |
| Finlandia                                                                     | Viernes 28 de julio de 2006   |
| Francia                                                                       | Miércoles 12 de julio de 2006 |

| País                 | Fecha de estreno                |
| -------------------- | ------------------------------- |
| Grecia               | Jueves 7 de septiembre de 2006  |
| Hong Kong            | Jueves 29 de junio de 2006      |
| Hungría              | Jueves 6 de julio de 2006       |
| India                | Viernes 30 de junio de 2006     |
| Indonesia            | Miércoles 28 de junio de 2006   |
| Islandia             | Viernes 14 de julio de 2006     |
| Israel               | Jueves 20 de julio de 2006      |
| Italia               | Viernes 1 de septiembre de 2006 |
| Japón                | Sábado 19 de agosto de 2006     |
| Letonia              | Viernes 28 de julio de 2006     |
| Líbano               | Jueves 14 de septiembre de 2006 |
| Lituania             | Viernes 21 de julio de 2006     |
| Malasia              | Jueves 29 de junio de 2006      |
| México               | Viernes 14 de julio de 2006     |
| Noruega              | Viernes 28 de julio de 2006     |
| Nueva Zelanda        | Jueves 29 de junio de 2006      |
| Países Bajos         | Jueves 3 de agosto de 2006      |
| Perú                 | Jueves 13 de julio de 2006      |
| Polonia              | Viernes 4 de agosto de 2006     |
| Portugal             | Jueves 10 de agosto de 2006     |
| Puerto Rico          | Jueves 29 de junio de 2006      |
| Reino Unido Irlanda  | Viernes 14 de julio de 2006     |
| República Checa      | Jueves 27 de julio de 2006      |
| República Dominicana | Jueves 27 de julio de 2006      |
| Rumania              | Viernes 14 de julio de 2006     |
| Rusia                | Jueves 27 de julio de 2006      |
| Serbia y Montenegro  | Jueves 13 de julio de 2006      |
| Singapur             | Jueves 29 de junio de 2006      |
| Sudáfrica            | Viernes 7 de julio de 2006      |
| Suecia               | Viernes 28 de julio de 2006     |
| Suiza                | Miércoles 12 de julio de 2006   |
| Tailandia            | Miércoles 28 de junio de 2006   |
| Taiwán               | Sábado 1 de julio de 2006       |
| Turquía              | Viernes 21 de julio de 2006     |
| Ucrania              | Jueves 27 de julio de 2006      |
| Uruguay              | Viernes 14 de julio de 2006     |
| Venezuela            | Viernes 4 de agosto de 2006     |

| País                                                                          | Fecha de estreno              |
| ----------------------------------------------------------------------------- | ----------------------------- |
| Alemania                                                                      | Jueves 17 de agosto de 2006   |
| Argentina                                                                     | Jueves 13 de julio de 2006    |
| Australia                                                                     | Jueves 29 de junio de 2006    |
| Austria                                                                       | Viernes 18 de agosto de 2006  |
| Bélgica                                                                       | Miércoles 12 de julio de 2006 |
| Belice · Costa Rica · El Salvador · Guatemala · Honduras · Nicaragua · Panamá | Viernes 14 de julio de 2006   |
| Bolivia                                                                       | Jueves 27 de julio de 2006    |
| Brasil                                                                        | Viernes 14 de julio de 2006   |
| Bulgaria                                                                      | Viernes 21 de julio de 2006   |
| Chile                                                                         | Jueves 13 de julio de 2006    |
| China                                                                         | Martes 11 de julio de 2006    |
| Colombia                                                                      | Viernes 14 de julio de 2006   |
| Corea del Sur                                                                 | Miércoles 28 de junio de 2006 |
| Croacia                                                                       | Jueves 3 de agosto de 2006    |
| Dinamarca                                                                     | Viernes 4 de agosto de 2006   |
| Ecuador                                                                       | Viernes 21 de julio de 2006   |
| Egipto                                                                        | Miércoles 5 de julio de 2006  |
| EAU                                                                           | Miércoles 26 de julio de 2006 |
| Eslovaquia                                                                    | Jueves 10 de agosto de 2006   |
| Eslovenia                                                                     | Jueves 13 de julio de 2006    |
| España                                                                        | Miércoles 12 de julio de 2006 |
| Estados Unidos · Canadá                                                       | Miércoles 28 de junio de 2006 |
| Estonia                                                                       | Viernes 28 de julio de 2006   |
| Filipinas                                                                     | Miércoles 28 de junio de 2006 |
| Finlandia                                                                     | Viernes 28 de julio de 2006   |
| Francia                                                                       | Miércoles 12 de julio de 2006 |

| País                 | Fecha de estreno                |
| -------------------- | ------------------------------- |
| Grecia               | Jueves 7 de septiembre de 2006  |
| Hong Kong            | Jueves 29 de junio de 2006      |
| Hungría              | Jueves 6 de julio de 2006       |
| India                | Viernes 30 de junio de 2006     |
| Indonesia            | Miércoles 28 de junio de 2006   |
| Islandia             | Viernes 14 de julio de 2006     |
| Israel               | Jueves 20 de julio de 2006      |
| Italia               | Viernes 1 de septiembre de 2006 |
| Japón                | Sábado 19 de agosto de 2006     |
| Letonia              | Viernes 28 de julio de 2006     |
| Líbano               | Jueves 14 de septiembre de 2006 |
| Lituania             | Viernes 21 de julio de 2006     |
| Malasia              | Jueves 29 de junio de 2006      |
| México               | Viernes 14 de julio de 2006     |
| Noruega              | Viernes 28 de julio de 2006     |
| Nueva Zelanda        | Jueves 29 de junio de 2006      |
| Países Bajos         | Jueves 3 de agosto de 2006      |
| Perú                 | Jueves 13 de julio de 2006      |
| Polonia              | Viernes 4 de agosto de 2006     |
| Portugal             | Jueves 10 de agosto de 2006     |
| Puerto Rico          | Jueves 29 de junio de 2006      |
| Reino Unido Irlanda  | Viernes 14 de julio de 2006     |
| República Checa      | Jueves 27 de julio de 2006      |
| República Dominicana | Jueves 27 de julio de 2006      |
| Rumania              | Viernes 14 de julio de 2006     |
| Rusia                | Jueves 27 de julio de 2006      |
| Serbia y Montenegro  | Jueves 13 de julio de 2006      |
| Singapur             | Jueves 29 de junio de 2006      |
| Sudáfrica            | Viernes 7 de julio de 2006      |
| Suecia               | Viernes 28 de julio de 2006     |
| Suiza                | Miércoles 12 de julio de 2006   |
| Tailandia            | Miércoles 28 de junio de 2006   |
| Taiwán               | Sábado 1 de julio de 2006       |
| Turquía              | Viernes 21 de julio de 2006     |
| Ucrania              | Jueves 27 de julio de 2006      |
| Uruguay              | Viernes 14 de julio de 2006     |
| Venezuela            | Viernes 4 de agosto de 2006     |

### Críticas
Superman Returns tuvo muy buenas críticas. Rotten Tomatoes le dio un 74% de aprobación sobre la base de 267 reseñas, con una calificación promedio de 7/10, diciendo que disfrutaron la película. El consenso crítico del sitio dice: "La adaptación reverente y visualmente decadente de Bryan Singer le da al Hombre de acero una complejidad emocional bienvenida. El resultado: una adaptación satisfactoria y pegadiza". Metacritic le dio una puntuación de 72/100, sobre la base de 40 reseñas indicando que contó con "muy favorables críticas". El público encuestado por CinemaScore le dio a la película una calificación promedio de "B+" en una escala de A+ a F.
Richard Corliss de Time consideró a Superman Returns como una de las mejores películas de superhéroes. También se mostró impresionado con el trabajo de Bryan Singer como director y el arco argumental.  Joe Morgenstern de The Wall Street Journal le dio buenas crítica pero observó que la actuación de Brandon Routh y de Kate Bosworth era "Algo muerta o súper promedio. Nada especial". También comentó que la caracterización de Lex Luthor estaba "muy bien escrita y muy bien interpretada por Kevin Spacey". También elogió la fotografía de Newton Thomas Sigel y el diseño de producción de Guy Hendrix Dyas.
Peter Travers, escribiendo en la revista Rolling Stone, consideró que la película "actualiza perfectamente a Superman para el público moderno". J. Hoberman de The Village Voice la calificó de "sorprendentemente bien hecha. Es un éxito de taquilla de verano lleno de mitología y sensibilidad". James Berardinelli reaccionó positivamente a la película, comparándola favorablemente con la película de Richard Donner de 1978. Consideró que Spacey era mejor que Gene Hackman como Lex Luthor, describiéndolo como "más cruel y menos frívolo" que Hackman. "Tampoco se encuentran errores en el reparto secundario", dijo Berardinelli. Superman Returns está cerca de la cima, si no en la cima, de la lista de películas de superhéroes. Ofrece casi todo: romance, acción, humor y mucha piloerección".
Sin embargo, Roger Ebert sostuvo que la película era "una película sombría y deslucida en la que incluso las secuencias de grandes efectos parecen obedientes en lugar de estimulantes". También consideró que "Brandon Routh carece de carisma como Superman", suponiendo que "puede que lo hayan elegido porque se parece un poco a Reeve". Mick LaSalle del San Francisco Chronicle sintió que Warner Bros. debería haber reiniciado la serie siguiendo el ejemplo de Batman Begins. También pensaba que Bosworth, con 22 años, era demasiado joven para interpretar a Lois Lane, y que el clímax no "estaba a la altura del potencial de la agotadora película de 154 minutos de duración".

### Otros comentarios
El 3 de mayo de 2009, casi tres años después del debut de Superman Returns, el cineasta Quentin Tarantino declaró su agradecimiento por el trabajo de dirección de Bryan Singer en Superman Returns y que escribiría una reseña de 20 páginas sobre Superman Returns.
El 9 de enero de 2012, más de cinco años después del estreno de la película, el sitio de noticias diarias de la comunidad cinematográfica independiente IndieWire publicó un ensayo en video de dos partes que indaga en la naturaleza melancólica de Superman Returns. Producido por Matt Zoller Seitz y Ken Cancelosi, la crítica se inspiró en una reseña que Seitz escribió para New York Press en 2006, en la que afirmó que "Desde el momento en que su héroe regresa al cielo para rescatar a Lois Lane de un avión en caída libre, Superman Returns coquetea con la grandeza".
En 2013, Singer declaró que Superman Returns se hizo "quizás para un público más femenino. No era lo que necesitaba ser, supongo". Singer declaró que habría cortado aproximadamente el primer cuarto de la película y la habría comenzado con "la secuencia del desastre del jet o algo así. Podría haber captado a la audiencia un poco más rápido. No sé qué hubiera ayudado. Probablemente nada. Si pudiera volver a hacerlo, haría un origen. La reiniciaría".
La revista Empire clasificó la película en el puesto 496 en su lista "Las 500 mejores películas de todos los tiempos", afirmando: "Puede que haya sido un retorno más ligero de lo que algunas personas esperaban, pero la visión de Singer del Hombre de Acero es un esfuerzo heroico. Mucho espectáculo y mucho corazón ayudan a Kal-El a volar".

### Premios y nominaciones
Superman Returns fue nominada al Premio de la Academia a los Mejores Efectos Visuales y al Premio BAFTA a los Mejores Efectos Visuales Especiales, pero perdió ante Pirates of the Caribbean: Dead Man's Chest. La película triunfó en la 33.ª edición de los Premios Saturn, donde ganó el premio a la mejor película de fantasía y las categorías de dirección (Bryan Singer), mejor actor (Brandon Routh), guion (Michael Dougherty y Dan Harris) y música (John Ottman). Kate Bosworth, Tristan Lake Leabu, James Marsden, Parker Posey y el departamento de efectos visuales fueron nominados en las categorías. Sin embargo, Bosworth también recibió una nominación a los Premios Razzie por Peor Actriz de Reparto.
| Año  | Premio                             | Categoría                               | Candidato(s)                                              | Resultado |
| ---- | ---------------------------------- | --------------------------------------- | --------------------------------------------------------- | --------- |
| 2007 | 79.ª edición de los Premios Óscar  | Mejores efectos visuales                | Mark Stetson, Neil Corbould, Richard R. Hoover y Jon Thum | Nominado  |
| 2007 | BAFTAs                             | Premio BAFTA a mejores efectos visuales | Neil Corbould, Richard Hoover, Jon Thum, Mark Stetson.    | Nominado  |
| 2007 | Premios Golden Raspberry           | Peor actriz de reparto                  | Kate Bosworth                                             | Nominada  |
| 2007 | 33.ª edición de los Premios Saturn | Mejor actor                             | Brandon Routh                                             | Ganador   |
| 2007 | 33.ª edición de los Premios Saturn | Mejor actriz                            | Kate Bosworth                                             | Nominada  |
| 2007 | 33.ª edición de los Premios Saturn | Mejor actor de reparto                  | James Marsden                                             | Nominado  |
| 2007 | 33.ª edición de los Premios Saturn | Mejor actriz de reparto                 | Parker Posey                                              | Nominada  |
| 2007 | 33.ª edición de los Premios Saturn | Mejor actor joven                       | Tristan Lake Leabu                                        | Nominado  |
| 2007 | 33.ª edición de los Premios Saturn | Mejor banda sonora                      | John Ottman                                               | Ganador   |
| 2007 | 33.ª edición de los Premios Saturn | Mejores efectos visuales                | Mark Stetson, Neil Corbould, Richard R. Hoover, John Thum | Nominado  |
| 2007 | 33.ª edición de los Premios Saturn | Mejor guion                             | Michael Dougherty & Dan Harris                            | Ganador   |
| 2007 | 33.ª edición de los Premios Saturn | Mejor director                          | Bryan Singer                                              | Ganador   |
| 2007 | 33.ª edición de los Premios Saturn | Mejor película de fantasía              | Superman Returns                                          | Ganador   |

#### Art Directors Guild ADG Awards
| año  | categoría                             | nominados | resultado |
| ---- | ------------------------------------- | --- | --------- |
| 2007 | Excellence in Production Design Award | Fantasy Film Guy Hendrix Dyas, Production Designer Hugh Bateup, Supervising Art Director Damien Drew, Art Director Lawrence Hubbs, Art Director Catherine Perez-Mansill, Art Director John Pryce Jones, Art Director Charlie Revai, Art Director Dean Wolcott, Assistant Art Director David Lazan, Art Director | Nominada  |

#### Artios Awards Casting Society of America, USA
| año  | categoría               | nominados       | resultado |
| ---- | ----------------------- | --------------- | --------- |
| 2007 | Feature - Action/Horror | Roger Mussenden | Nominada  |

#### Empire Awards
| año  | categoría           | nominados                                 | resultado |
| ---- | ------------------- | ----------------------------------------- | --------- |
| 2007 | Best Male Newcomer  | Brandon Routh                             | Ganador   |
| 2007 | Best Film           | Superman Rerurns                          | Nominada  |
| 2007 | Best Director       | Bryan Singer Superman Returns             | Nominado  |
| 2007 | Best Sci-Fi/Fantasy | Superman Returns                          | Nominada  |
| 2007 | Scene of the Year   | The Space Shuttle rescue Superman Returns | Nominada  |

#### International Film Music Critics Award IFMCA
| año  | categoría                                                     | nominados                              | resultado |
| ---- | ------------------------------------------------------------- | -------------------------------------- | --------- |
| 2006 | Best Original Score for a Fantasy/Science Fiction/Horror Film | Superman Returns, music by John Ottman | Nominada  |

#### Italian Online Movie Awards IOMA
| año  | categoría                 | nominados        | resultado |
| ---- | ------------------------- | ---------------- | --------- |
| 2007 | Migliori effetti speciali | Superman Returns | Nominada  |

#### Gold Derby Awards
| año  | categoría      | nominados                                                | resultado |
| ---- | -------------- | -------------------------------------------------------- | --------- |
| 2006 | Visual Effects | Mark Stetson, Neil Corbould, Richard R. Hoover, Jon Thum | Nominada  |

#### Golden Schmoes Awards
| Año  | Categoría                            | Nominados                          | Resultado |
| ---- | ------------------------------------ | ---------------------------------- | --------- |
| 2006 | Most Overrated Movie of the Year     |                                    | Nominado  |
| 2006 | Best Special of the Year             |                                    | Nominado  |
| 2006 | Biggest Disappointment of the Year   | Runner-Up: Superman Returns        | Nominado  |
| 2006 | Breakthrough Performance of the Year |                                    | Nominado  |
| 2006 | Favorite Movie Poster of the Year    |                                    | Nominado  |
| 2006 | Best Action Sequence of the Year     | Airplane rescue (Superman Returns) | Nominado  |
| 2006 | Best Schmoes DVD/BLU RAY of the year | Superman Ultimate Collection       | Nominado  |

#### Golden Reel Awards Motion Picture Sound Editors, USA
| Año  | Categoría                                                   | Nominados | Resultado |
| ---- | ----------------------------------------------------------- | --------- | --------- |
| 2006 | Best Sound Editing in Feature Film: Sound Effects and Foley |           | Nominado  |

#### OFTA Film Award Online Film & Television Association
| Año  | Categoría           | Nominados        | Resultado |
| ---- | ------------------- | ---------------- | --------- |
| 2007 | Best Visual Effects | Superman Returns | Nominado  |

#### PFCS Award Phoenix Film Critics Society Awards
| Año  | Categoría           | Nominados                                                                 | Resultado |
| ---- | ------------------- | ------------------------------------------------------------------------- | --------- |
| 2006 | Best Visual Effects | Superman Returns Neil Corbould, Richard R. Hoover, Mark Stetson, Jon Thum | Ganadora  |

#### Saturn Awards Academy of Science Fiction, Fantasy & Horror Films, USA
| Año  | Categoría           | Nominados                                      | Resultado |
| ---- | ------------------- | ---------------------------------------------- | --------- |
| 2007 | Best DVD collection | Superman Ultimate Collector's Edition (Warner) | Nominada  |
| 2012 | Best DVD collection | Superman Ultimate Collector's Edition (Warner) | Nominada  |

#### Scream Awards
| Año  | Categoría      | Nominados                                   | Resultado |
| ---- | -------------- | ------------------------------------------- | --------- |
| 2006 | Best Superhero | Brandon Routh as Superman, Superman Returns | Ganadora  |

#### Sierra Awards Las Vegas Film Critics Society Awards
| Año  | Categoría                                | Nominados                                                          | Resultado |
| ---- | ---------------------------------------- | ------------------------------------------------------------------ | --------- |
| 2006 | Best DVD (Packaging, Design and Content) | “Superman Ultimate Collectors Edition” (Warner Home Entertainment) | Ganadora  |

#### VES Award Visual Effects Society Awards
| Año  | Categoría                                       | Nominados                                                               | Resultado |
| ---- | ----------------------------------------------- | ----------------------------------------------------------------------- | --------- |
| 2007 | Outstanding Special Effects in a Motion Picture | Superman Returns Neil Corbould David Brighton David Young Robert Heggie | Nominada  |

#### Taurus Award World Stunt Awards
| Año  | Categoría                     | Nominados                     | Resultado |
| ---- | ----------------------------- | ----------------------------- | --------- |
| 2007 | Best Overall Stunt by a Woman | Superman Returns Debbie Evans | Ganadora  |

#### Young Artist Awards
| Año  | Categoría                                                 | Nominados          | Resultado |
| ---- | --------------------------------------------------------- | ------------------ | --------- |
| 2007 | Best Performance in a Feature Film Supporting Young Actor | Tristan Lake Leabu | Ganadora  |

## Medios caseros
Superman Returns debutó en formato DVD el 28 de noviembre de 2006, en dos versiones, una con un solo disco y una edición de doble disco que incluía más de tres horas de material detrás de escena. Ese mismo día se lanzó una caja de 14 discos DVD titulada  Superman Ultimate Collector's Edition , que contenía ediciones especiales de las cinco películas de Superman, así como el documental Look, Up in the Sky: The Amazing Story of Superman. Debutó en el primer puesto de las listas de DVD y también generó 13 millones de dólares en alquileres durante su primera semana. La película también se lanzó en ambos formatos de alta definición, HD DVD, que incluía definiciones estándar y alta en el mismo disco, y Blu-ray. Fue el título más vendido en ambos formatos en 2006, y estuvo entre los más vendidos de ambos formatos en 2007.

## Legado

### Secuela cancelada y reboot
En febrero de 2006, cuatro meses antes del estreno de Superman Returns, Warner Bros. anunció una fecha de estreno en cines para mediados de 2009 para una secuela, con Bryan Singer retomando sus funciones de dirección. Brandon Routh, Kate Bosworth, Kevin Spacey, Sam Huntington, Frank Langella, y Tristan Lake Leabu iban a repetir sus respectivos papeles.Debido a su compromiso, Singer abandonó la dirección de una nueva versión de Logan's Run y una adaptación de The Mayor of Castro Street. El escritor Michael Dougherty quería que la secuela estuviera "llena de acción" y que incluyera "otros kriptonianos" con Brainiac y Bizarro también considerados como villanos principales. La masa de tierra "Nuevo Krypton" flotando en el espacio al final de Superman Returns habría servido como un elemento argumental. Aunque Superman Returns recibió críticas en su mayoría positivas, Warner Bros. y Legendary Pictures se sintieron decepcionados por el rendimiento de taquilla de la película. El presidente de Warner Bros., Alan F. Horn, explicó que Superman Returns fue una película muy exitosa, pero que "debería haber recaudado 500 millones de dólares en todo el mundo. Deberíamos haber tenido quizás un poco más de acción para satisfacer al público masculino joven". Singer reaccionó con incredulidad a las quejas del estudio y dijo: "¡Esa película recaudó 400 millones de dólares! No sé qué constituye un rendimiento inferior al esperado hoy en día..." 175 millones de dólares fue el presupuesto máximo que Warner Bros. proyectó para la secuela, ya que Superman Returns costó 204 millones de dólares.
El rodaje de la secuela de "Superman Returns" debía comenzar a mediados de 2007, antes de que Singer detuviera el desarrollo a favor de Valkyrie. El rodaje se pospuso hasta marzo de 2008, pero los escritores Dougherty y Dan Harris se marcharon en favor de otras oportunidades profesionales. La huelga del Gremio de Guionistas de Estados Unidos de 2007-2008 retrasó la fecha de estreno hasta 2010. En marzo de 2008, Singer todavía consideró la secuela como una prioridad, diciendo que la película estaba en sus primeras etapas de desarrollo. Routh esperaba que el rodaje comenzara a principios de 2009. Paul Levitz, presidente de DC Comics, esperaba que Routh repitiera el papel principal de Superman Returnsantes de que su contrato para una secuela expirara en 2009. Sin embargo, cuando Warner Bros. decidió reiniciar la serie cinematográfica con El hombre de acero, Singer abandonó la idea y se dedicó a dirigir Jack the Giant Slayer. En agosto de 2008, Jeff Robinov, presidente de producción de Warner Bros., reflexionó: "Superman Returns no funcionó como queríamos. No posicionó al personaje como debía. Si Superman hubiera funcionado en 2006, habríamos tenido una película para Navidad de este año o de 2009. Ahora el plan es simplemente reintroducir a Superman sin pensar en una película de Batman y Superman".

### Arrowverso
Brandon Routh repitió su papel de Clark Kent/Superman además de interpretar a Ray Palmer/Átomo en el crossover de la serie de televisión Arrowverso de 2019 "Crisis en Tierras Infinitas". El productor ejecutivo Marc Guggenheim se mostró reacio a calificar la aparición de Routh como una secuela cuando se le preguntó si la aparición del personaje constituiría una secuela de Superman Returns. "No sé si me corresponde a mí decirlo. Estamos retomando la historia muchos años después de los acontecimientos de esa película, tal vez una coda sea una palabra mejor que una secuela". Ambientada en la Tierra-96 en el Arrowverso, esta versión de Superman se ha convertido en un superhéroe envejecido y asediado similar a la iteración de la miniserie Kingdom Come de DC Comics; adoptando un cinturón negro y un escudo S con fondo negro como señal de duelo después de perder a sus amigos y esposa (habiéndose casado con Lois en algún momento después de revelarle sus secretos) en un ataque terrorista en el Daily Planet por un psicópata de Gotham. También es similar a otra iteración, Kal-L (siguió trabajando como editor en jefe de un periódico en lugar de recluirse después de lo sucedido), lo que convierte a este Superman en una amalgama de los dos, además de ser un facsímil de Ray Palmer. Más tarde es reclutado por héroes de todo el multiverso para evitar una Crisis causada por Anti-Monitor. Durante el evento, Superman también hace referencia a su hijo Jason (lo que implica que había descubierto su verdadera paternidad), así como a los eventos de Superman III cuando el bueno Clark Kent luchó contra una versión malvada de Superman. Esto implica que Arrowverso reconstruyó la continuidad de Superman de Reeve/Routh para que Superman III y posiblemente incluso Superman IV y Supergirl sucedieran después de todo, y posiblemente ahora tengan lugar después de Superman Returns. Después de que se evitó la Crisis y se reinició el multiverso, se ve a Superman de la Tierra-96 usando un escudo y un cinturón amarillos.